# غرايم بيترسن
غرايم بيترسن (بالإنجليزية: Graeme Petersen)‏ (20 أبريل 1941 في نيوزيلندا - ) هو لاعب كرة قدم نيوزلندي في مركز حراسة المرمى. شارك مع منتخب نيوزيلندا لكرة القدم. أما مع النوادي، فقد لعب مع ستوب أوت ‏.